# Ordre du Mérite camerounais

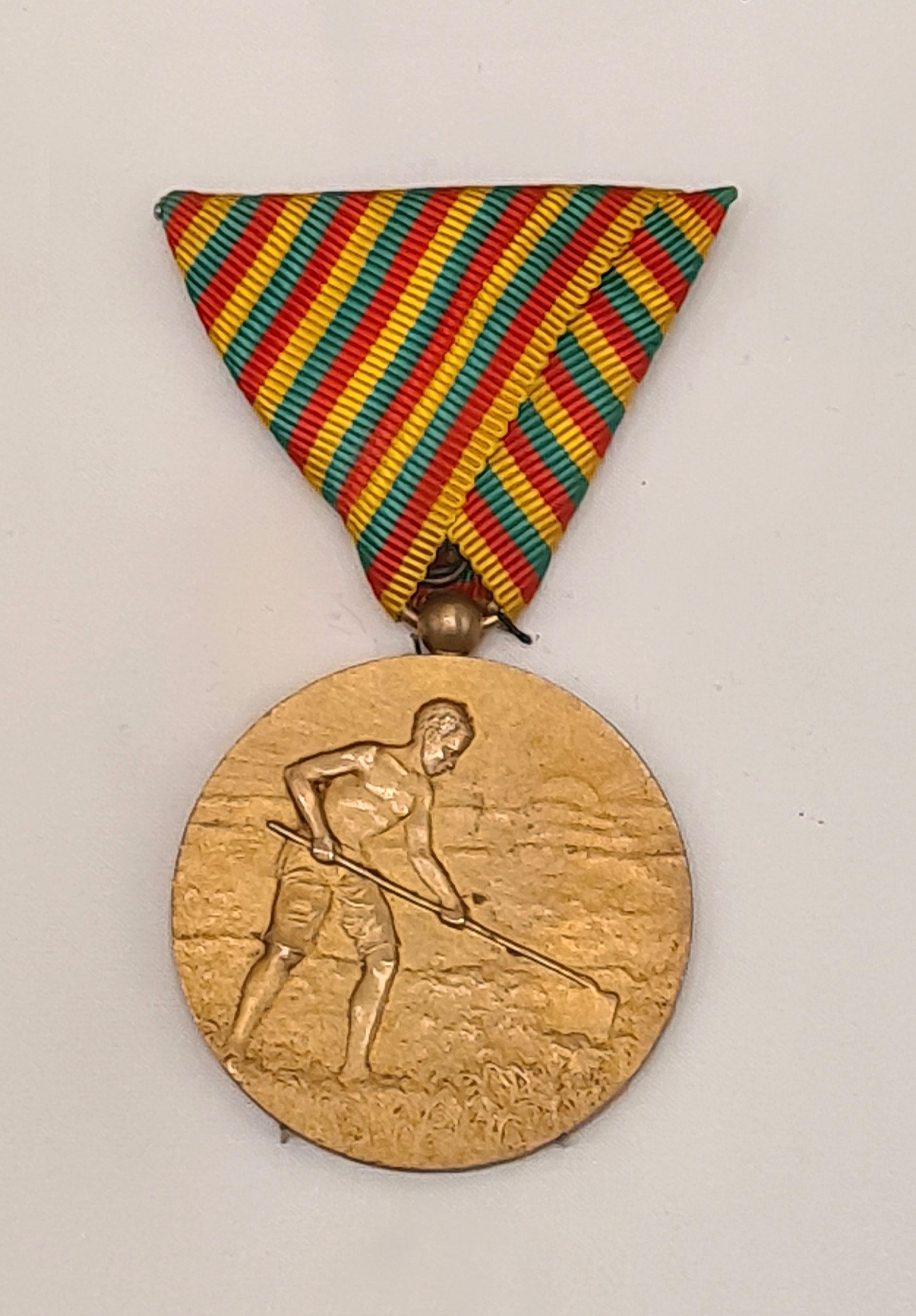
Ordre du Mérite camerounais im Musée de la Légion d’honneur

Der Ordre du Mérite camerounais (en.: Cameroonian Order of Merit, dt.: „Kamerunischer Verdienstorden“) ist der zweithöchste Orden von Kamerun. Er wird für Verdienste um das Land Kamerun in den Bereichen Landwirtschaft, Viehzucht, Handel, Künste, Industrie und Militär vergeben.

## Verleihungsstufen
Der Ordre du Mérite camerounais umfasst drei Ränge: Ritter (chevalier), Offizier (officier) und Großkordon (grand cordon). Nominierungen und Beförderungen, begrenzt auf 1000 pro Jahr, finden jeweils am 20. Mai jeden Jahres statt, dem Nationalfeiertag Fête nationale camerounaise (Cameroonian National Day).

## Ordenszeichen
Seit 1972 trägt die Rückseite des Abzeichens die Worte „République Unie du Cameroun - United Republic of Cameroon“ („Vereinigte Republik Kamerun“) und das Band ist einfarbig gelb.
| Chevalier | Officier | Grand-cordon |
| --------- | -------- | ------------ |
|           |          |              |